# Double tracking
Double tracking (traducido al español como «seguimiento doble» o «duplicación») es una técnica de grabación de audio, en la que la pista vocal o instrumental de un artista es sobregrabada para crear un efecto sonoro masivo. 

## Características generales
Por lo general, el double tracking se realiza para producir un efecto de sonido más fuerte o "más grande", que el que se puede obtener con una sola voz o instrumento de una forma natural.
La diferencia básica con otras técnicas de doblaje de audio consiste en que es una duplicación exacta de una parte de la pista, contrario a la de una grabación de una parte diferente para ser sobrepuesta con la primera. El efecto puede ser aún mayor en un sonido estéreo.
El double tracking puede ser artificial o automático (también conocido como ADT, por las siglas de Artificial Double-Tracking). 
Fue desarrollado por primera vez en los Estudios Abbey Road en Londres, por los ingenieros de grabación de The Beatles a inicios de la década de 1960. En ese entonces, se utilizaron grabadoras de cinta de velocidad variable, conectadas de manera tal que imitaban el efecto creado por el double tracking. El resultado producía un sonido único que podría ser imitado, pero no precisamente duplicado por los dispositivos de retardo analógicos y digitales inventados posteriormente. No obstante, son capaces de producir un efecto llamado delay, para duplicar el eco.
John Lennon, quien grabó casi todas sus pistas vocales en los 60s con el ADT, utilizó esta técnica para arreglar su voz. Mientras tanto, el resto de sus compañeros en The Beatles no lo consideraron de uso estándar en todas sus canciones. En la carrera en solitario de Lennon, empleó frecuentemente otra técnica diferente (básicamente el delay), que consistía en un utilizar un eco de su voz en lugar del ADT, aspecto que le generó algunas críticas.